# La sangre en el cuerpo
La Sangre en el Cuerpo es el quinto álbum de estudio de la banda chilena Los Tres, lanzado al mercado en 1999. Fue grabado en Nueva York, y contó con la coproducción del estadounidense Joe Blaney, quien ofició el mismo rol para los álbumes Unplugged y Fome. 
Este el último disco en el que participa su baterista original, Francisco Molina, y el último álbum previo al receso del año 2000.

## Contenido
Fome había sido un disco sumamente duro para la banda, con sus canciones complejas que hablaban de realidades difíciles e incompletas. Álvaro Henríquez había declarado que pensaba que ese disco sería el último de la banda.[cita requerida] Sin embargo, este nuevo disco presenta uno de los trabajos más cuidados de la música de Los Tres, con una estética algo diferente. Se da lugar a canciones reflexivas (Feria verdadera), meditaciones líricas en torno a la política y la sociedad (Morir de viejo, Caudillo de congrios) e incluso a canciones de amor que rozan el pop como nunca antes (Lo que quieres, Agua fría, No me falles). 
El disco fue grabado en los estudios de Joe Blaney en Nueva York, Estados Unidos, utilizando técnicas de grabación análoga. En el sitio oficial del disco se señala, "Si la tendencia actual de los músicos es probar con la última tecnología de grabación y mezcla, Los Tres y Blaney han decidido seguir el camino del sonido análogo con mezclas a cinta tal como se hacía en la década de los 60."
Cuenta con la participación de la entonces esposa de Henríquez, Julieta Venegas y de Roberto Márquez, líder de Illapu, que, junto con Los Tres y Los Jaivas, había grabado la serie de conciertos Hecho en Chile en los años inmediatamente anteriores.

## Lista de canciones
Todas las canciones escritas y compuestas por Álvaro Henríquez, excepto donde se indique. 
| La sangre en el cuerpo |                          |                                       |          |  |
| N.º                    | Título                   | Escritor(es)                          | Duración |  |
| 1.                     | «Lo que quieres»         |                                       | 3:20     |  |
| 2.                     | «Morir de viejo»         |                                       | 3:24     |  |
| 3.                     | «Agua fría»              |                                       | 4:00     |  |
| 4.                     | «No me gusta el sol»     | Henríquez, Ángel Parra, Roberto Lindl | 4:01     |  |
| 5.                     | «Donde sea»              |                                       | 2:40     |  |
| 6.                     | «El rey del mariscal»    | Lindl                                 | 3:15     |  |
| 7.                     | «Feria verdadera»        | Henríquez, Lindl                      | 3:58     |  |
| 8.                     | «No me falles»           | Henríquez, Lindl                      | 3:38     |  |
| 9.                     | «La respuesta»           | Henríquez, Lindl                      | 3:39     |  |
| 10.                    | «Caudillo de congrios»   | Henríquez, Lindl                      | 4:58     |  |
| 11.                    | «Rompe paga»             |                                       | 2:10     |  |
| 12.                    | «La sangre en el cuerpo» | Henríquez, Lindl                      | 4:32     |  |
| 43:35                  |                          |                                       |          |  |

## Músicos
Los créditos del álbum son los siguientes:

### Los Tres
- Álvaro Henríquez – Voz, guitarra, piano, tiple, bajo, órgano (Wurlitzer y Farfisa)
- Roberto Lindl – Bajo eléctrico, melódica, acordeón, órgano Wurlitzer
- Pancho Molina – Batería, percusión
- Ángel Parra – Guitarra, sintetizador, coros. Voz acompañante en "Morir de Viejo" y "No me gusta el sol"

### Músicos invitados
- Roberto Márquez – Quena, quenacho y tiple en «Feria verdadera» y «Caudillo de congrios»; Coros en «La respuesta»
- Julieta Venegas – Piano eléctrico en «No me gusta el sol»

## Créditos
- Ingenieros asistentes: John Engelhardt, Noah Simon
- Mezclado en Estudios Bearsville, Woodstock, Joe Music Studio NYC & Estudios del Sur, Santiago, Chile
- Ingenieros asistentes: Aaron Franz, Brandon Mason & Pablo González y Gabriel Toloza
- Masterizado por Howie Wienberg y editado por Roger Lian en Masterdisk, Nueva York & por Roberto Martí en Estudios Constantinopla, Santiago de Chile
- Preproducción: Carlos Cabezas y Los Tres
- Producción ejecutiva: Carmen Romero
- Fotografía carátula: El Rey Misterio y Admiradora, 1996 (de la serie Retratos desde Tijuana) por Ivonne Venegas
- Carátula: Álvaro Henríquez
- Diseño y Producción gráfica: Mythos Diseño (Hugo Erazo/Andrea Goldenberg)
- Fotografías interiores: Ivonne Venegas
- Fotografía contracarátula: El conjunto Los Tres, Penados de la penitenciaria de Santiago del Libro de Prisiones de Chile, 1962

## Presentaciones
El primer sencillo del disco, No me falles, fue estrenado el 17 de agosto de 1999, y contó con un video dirigido por Carlos Moena y las actuaciones de Patricia López y Gonzalo Henríquez, hermano del vocalista del cuarteto penquista y poeta de González y Los Asistentes. Es el gran éxito del álbum, y posiblemente el último gran éxito de la banda. Como tal, es la única canción del disco incluida en el disco Grandes Éxitos, editado en 2006. Sobre esta canción, Henríquez diría «es una canción de amor, pero de amor lúcido».
Un segundo sencillo fue "La Respuesta", y salió a la rotación radial el 11 de octubre de 1999, con un video igualmente dirigido por Carlos Moena y con gran producción. Este video aparece en el DVD que acompaña al disco Grandes Éxitos.
El tercer sencillo, "Feria Verdadera", contó con una rotación radial menor a principios de 2000.